# Eutymiusz (Moisiejew)
Eutymiusz, imię świeckie Dmitrij Aleksandrowicz Moisiejew (ur. 30 sierpnia 1972 w Kaliningradzie, obwód moskiewski) – rosyjski biskup prawosławny.

## Życiorys
W 1994 r. ukończył studia na Wydziale Filologicznym Uniwersytetu Moskiewskiego, w 1997 r. – seminarium duchowne w Moskwie, a w 2001 r. – Moskiewską Akademię Duchowną (edukację uzupełniał na Uniwersytecie w Bernie). 4 kwietnia 2001 r. złożył wieczyste śluby mnisze. 12 kwietnia tego samego roku został wyświęcony na hierodiakona.
Od 2001 r. był wykładowcą języka niemieckiego w seminarium duchownym w Moskwie. Jednocześnie pełnił obowiązki referenta rektora Moskiewskiej Akademii Duchownej oraz kierował działem wydawniczym Komitetu Naukowego tejże uczelni. 2 czerwca 2002 r. otrzymał stopień kandydata nauk teologicznych na podstawie dysertacji Działalność misjonarska św. Bonifacego, oświeciciela narodów germańskich. 4 grudnia 2003 r. został wyświęcony na hieromnicha. W 2010 r. otrzymał godność ihumena. W latach 2010–2014 był wiceprzewodniczącym Rady Wydawniczej Rosyjskiego Kościoła Prawosławnego. W 2014 r. został rektorem, a w 2015 r. pierwszym prorektorem seminarium duchownego w Kazaniu, gdzie zorganizował szkołę dyrygentów cerkiewnych. W 2019 r. objął stanowisko rektora seminarium duchownego w Tule.
Postanowieniem Świętego Synodu z 29 grudnia 2021 r. przeniesiony do Moskwy, gdzie został namiestnikiem stauropigialnego Monasteru Wysoko-Pietrowskiego, członkiem Wyższej Rady Cerkiewnej Patriarchatu Moskiewskiego oraz przewodniczącym Synodalnego Oddziału Misyjnego i Prawosławnego Towarzystwa Misyjnego. Tego samego dnia otrzymał nominację na biskupa łuchowickiego, wikariusza patriarchy moskiewskiego i całej Rusi. 25 lutego 2022 r. został podniesiony do godności archimandryty. Jego chirotonia biskupia odbyła się 20 marca 2022 r. w soborze Chrystusa Zbawiciela w Moskwie, pod przewodnictwem patriarchy moskiewskiego i całej Rusi Cyryla.